# Делофр, Адольф
Луи Мишель Адольф Делофр (фр. Louis Michel Adolphe Deloffre; 28 июля 1817, Париж — 8 января 1876, Париж) — французский скрипач и дирижер, работавший в Лондоне и Париже. При нём состоялись несколько оперных премьер в Париже, в частности, авторства Шарля Гуно и Жоржа Бизе.

## Биография и карьера
Адольф Делофр родился в Париже в 1817 году, его отец был скрипачом и гитаристом. Среди учителей игры на скрипке был Пьер Байо. Делофр работал в Лондоне в должности главного дирижёра Театра Её Величества, но вернулся в 1851 в Париж.